# Пестово (городской округ Балашиха)
Песто́во — деревня в городском округе Балашиха Московской области. Население — 135 чел. (2010).

## Название
Название связано с некалендарным личным именем Пест.

## География
Деревня Пестово расположена в восточной части городского округа Балашиха. Высота над уровнем моря 148 м. Рядом с деревней протекает река Чёрная. Ближайший населённый пункт — деревня Чёрное.

## История
В 1926 году деревня входила в Черновский сельсовет Васильевской волости Богородского уезда Московской губернии.
С 1929 года — населённый пункт в составе Реутовского района Московского округа Московской области. 19 мая 1941 года районный центр был перенесён в Балашиху, а район переименован в Балашихинский. До муниципальной реформы 2006 года деревня входила в состав Черновского сельского округа Балашихинского района. После образования городского округа Балашиха, деревня вошла в его состав.

## Население
| 1926 | 2002 | 2006 | 2010 |
| ---- | ---- | ---- | ---- |
| 84   | ↗97  | ↘96  | ↗135 |

В 1926 году в деревне проживало 84 человека (37 мужчин, 47 женщин), насчитывалось 13 крестьянских хозяйств. По переписи 2002 года — 97 человек (42 мужчины, 55 женщин).